# جايمي غوزمان
جايمي غوزمان (بالإسبانية: Jaime Guzmán)‏ هو سياسي تشيلي، ولد في 28 يونيو 1946 في سانتياغو في تشيلي، وتوفي بنفس المكان في 1 أبريل 1991. حزبياً، نشط في Independent Democratic Union ‏. وقد انتخب عضو مجلس الشيوخ من شيلي.